# Anisodes leptopasta
Anisodes leptopasta är en fjärilsart som beskrevs av Turner 1908. Anisodes leptopasta ingår i släktet Anisodes och familjen mätare. Inga underarter finns listade i Catalogue of Life.